# پیندون
پیندون (به انگلیسی: Pindone) با فرمول شیمیایی C۱۴H۱۴O۳ یک ترکیب شیمیایی با شناسه پاب‌کم ۶۷۳۲ است. که جرم مولی آن ۲۳۰٫۲۶ g/mol می‌باشد. 